# Oraesia hartmanni
Oraesia hartmanni là một loài bướm đêm trong họ Noctuidae.